# Hemilea accepta
Hemilea accepta är en tvåvingeart som först beskrevs av Ito 1951.  Hemilea accepta ingår i släktet Hemilea och familjen borrflugor. Inga underarter finns listade i Catalogue of Life.